# Anno 1701
Anno 1701, im englischen Sprachraum auch 1701 A.D., ist ein Aufbauspiel und der dritte Teil der Anno-Serie. Das Spiel wurde vom deutschen Studio Related Designs entwickelt und im Oktober 2006 von Sunflowers veröffentlicht.
Das Spielprinzip basiert auf dem der Vorgänger. Der Spieler wird in eine entlegene, inselreiche Region mit dem Ziel entsandt, eine Metropole zu errichten. Dabei ist es zur Versorgung seiner Bürger erforderlich, einen stabilen Warenkreislauf aufzubauen. Grundlegend überarbeitet wurde die technische Seite, die als erstes Spiel der Anno-Serie dreidimensionale Grafiken und Dolby-Digital-5.1-Ton präsentiert.
Von der Spielepresse wurde das Spiel weitgehend positiv gesehen. Kritiker lobten die hohe Qualität der Grafik, die herausragend unter den Aufbauspielen sei. Auch das Spielprinzip wurde vielfach als sehr gut eingestuft. Bei den Käufern fand das Spiel ebenfalls Anklang. In Deutschland entwickelte es sich zum meistverkauften Spiel des Jahres 2006. Im Oktober 2007 erschien eine Erweiterung mit dem Namen Der Fluch des Drachen.

## Spielprinzip

### Allgemein
Anno 1701 behandelt die Entdeckung und Erschließung von Territorien in der Neuen Welt. Der Spieler übernimmt die Rolle eines Seefahrers, der im Auftrag seiner Königin bislang unbekannte Gebiete besiedelt. Das Spielziel ist der Aufbau einer funktionierenden Großstadt und deren konstante Versorgung mit Verbrauchsgütern. Zusätzlich kann der Spieler in einer Partie weitere Ziele festlegen, etwa das Erreichen eines gewissen Vermögenslevels oder das militärische Niederstrecken von Konkurrenten.

Zu Beginn einer Partie startet der Spieler wahlweise mit Kontoren auf beliebigen Inseln oder mit einem Expeditionsschiff. Zunächst versucht er, eine kleine Siedlung auf einer Insel zu errichten und sich mit grundlegenden Waren und Ressourcen zu versorgen. Bis zu drei computergesteuerte Konkurrenten versuchen, auf die gleiche Art in der Spielwelt Fuß zu fassen.

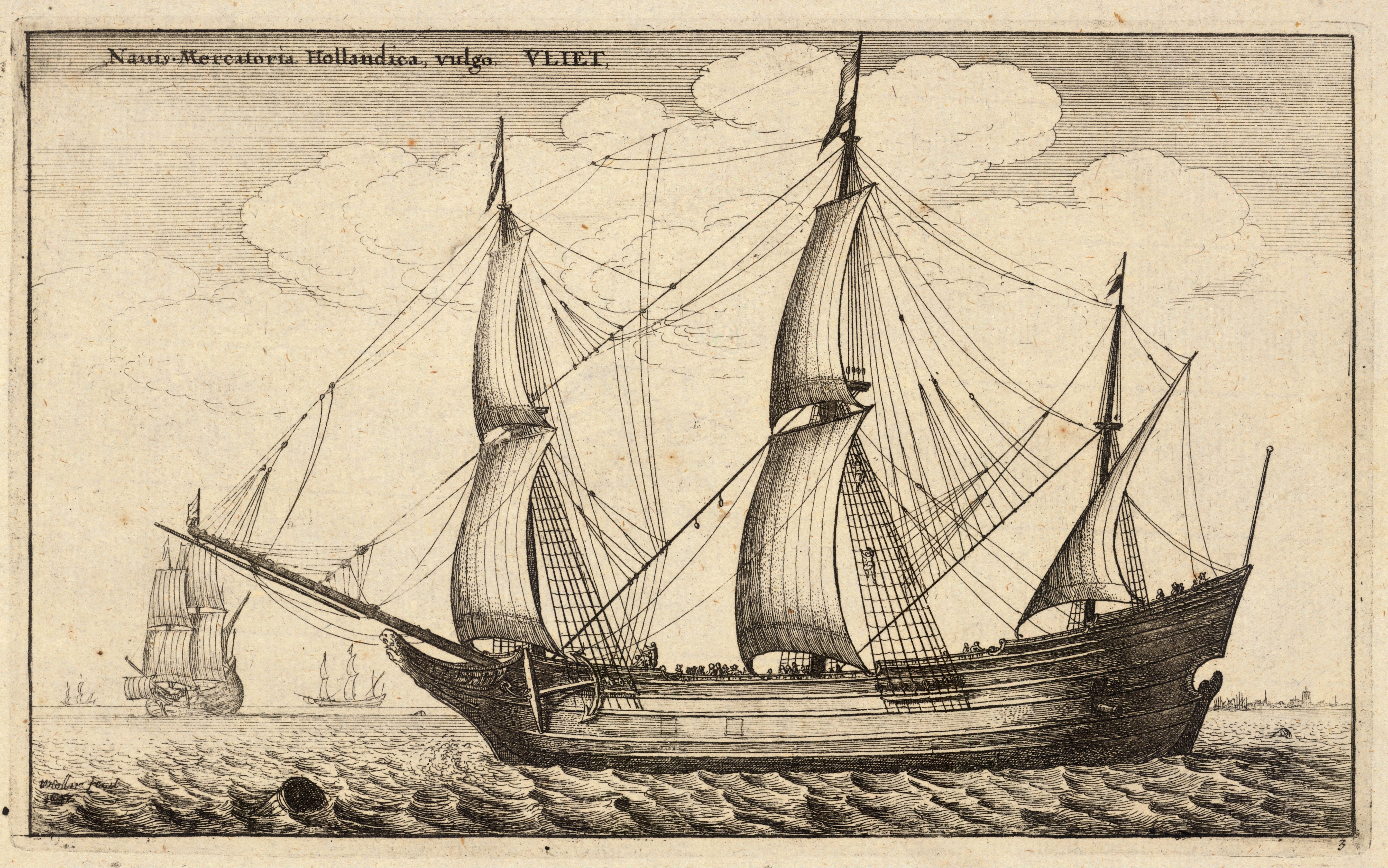
Die Handelsschifffahrt ist für den Fortschritt im Spiel entscheidend

Diese Spielwelt setzt sich aus zahlreichen Inseln zusammen. Die meisten der Inseln können von den Spielern besiedelt werden. Manche dieser Inseln sind allerdings von Anfang an bereits von fremden Völkern oder Piraten besiedelt. Fremde Völker dienen ebenso wie ein ansässiger Händler in erster Linie als Handelspartner. Piraten sind von Anfang an feindlich gesinnt und überfallen Schiffe des Spielers und anderer Kolonialisten.
Im Spielverlauf wird es zunehmend erforderlich, weitere Inseln zu besiedeln, da die meisten Produkte Rohstoffe erfordern, die nur an wenigen Orten zu finden sind, beispielsweise Gold oder Diamanten. Da andere Spieler ebenfalls auf diese Rohstoffe angewiesen sind, kann es zu Konflikten um die umstrittenen Inseln kommen, die in einen Krieg münden.

### Wirtschaftssimulation
Den Schwerpunkt des Spiels stellen der Aufbau und das Aufrechterhalten eines Wirtschaftskreislaufs dar. Aufgabe des Spielers ist, seine Bevölkerung mit Verbrauchsgütern zu versorgen. Dazu muss er eine Vielzahl von Produktionsketten errichten. Zu Beginn besteht die Stadt nur aus einfachen Hütten, in denen Pioniere leben. Sie fordern nur Nahrung und ein Dorfzentrum. Im Verlauf des Spiels entwickeln die Pioniere sich zu Siedlern, Bürgern, Kaufleuten und schließlich Aristokraten. Jeder Stufenaufstieg ist mit Vorteilen verbunden. So werden die Steuereinkünfte deutlich erhöht, wertvollere Waren verfügbar und neue Gebäude freigeschaltet. Allerdings wird mit jedem Stufenaufstieg die Zahl der Bedürfnisse der Bevölkerung stetig erweitert. Wird ein erforderliches Bedürfnis nicht erfüllt, sind die Vertreter der betroffenen Schicht unzufrieden und verlassen die Stadt. In der Regel kommt es dabei auch zu Aufständen des Volkes, die die eigene Stadt mitunter schwer beschädigen.
Alle Gebäude, Schiffe und Truppen verursachen laufende Kosten. Um eine positive Wirtschaftsbilanz zu erreichen, stehen dem Spieler im Wesentlichen zwei Möglichkeiten offen. Die Haupteinnahmequelle sind Steuern. Die Höhe der Steuern kann der Spieler selbst festlegen, allerdings nimmt mit steigender Steuerlast der Zuzug von neuen Einwohnern ab. Zweites Standbein der Wirtschaft ist der Handel. Der Spieler kann an seinen Kontoren Waren zum Verkauf anbieten und selbst Handelsmissionen zu fremden Inseln durchführen. Diese Komponente wurde in ihrem Funktionsumfang gegenüber Anno 1503 eingeschränkt, da der Spieler Kaufpreise nicht mehr selbst festlegen kann, sondern vorgegebene Standardpreise entrichtet und erhält.
Mit dem Fortschritt der eigenen Siedlung nimmt die Anzahl der von der Bevölkerung geforderten Güter und die Komplexität der erforderlichen Produktionsketten zu. Die Startinsel kann nur zu Beginn den Rohstoffbedarf für Baumaterialien decken, da die Vorkommen begrenzt sind. Auch die Versorgung der Bevölkerung ist nur rudimentär möglich. Viele Agrarprodukte, etwa Tabak oder Kakao, erfordern entsprechend fruchtbare Böden. Daher wird es bereits früh erforderlich, neue Inseln zu erschließen. Um die konstante Versorgung von Betrieben und Wohngebäuden sicherzustellen, kann der Spieler Handelsrouten einrichten. Handelsrouten automatisieren den Warenverkehr zwischen Inseln.
Zur Verbesserung der Produktivität der eigenen Betriebe und zur Freischaltung neuer Gebäude stehen den Spielern verschiedene Forschungen zur Verfügung. Forschungen können in Bildungseinrichtungen veranlasst und durchgeführt werden.

### Stadtbau
Der Spieler ist für die bauliche Entwicklung seiner Siedlung verantwortlich, daher muss er Unterkünfte, Produktionsgebäude und Infrastruktur errichten.
Unterkünfte werden um ein Dorfzentrum herum gebaut. Dieses dient als Mittelpunkt der Siedlung und als Versammlungsort der Bevölkerung. Hin und wieder treffen dort besondere Gäste, etwa ein Musikantenzug, ein Erfinder, ein Schmied oder ein Kapitän ein. Sie bringen dem Spieler bestimmte Boni, etwa erhöhte Steuereinnahmen oder beschleunigte Forschung. Weiterhin erfüllt das Dorfzentrum eine Forderung der Bevölkerung, das Bedürfnis nach Gemeinschaft. Im späteren Verlauf kommen weitere Forderungen, die durch Gebäude zu decken sind, hinzu, etwa Bildung, Unterhaltung und politische Macht. Sind alle Bedürfnisse einer Bevölkerungsschicht erfüllt, so kann der Spieler die Bewohner in die nächste Gesellschaftsstufe aufsteigen lassen.
Produktionsgebäude umfassen Farmen, Bergwerke und Manufakturen. Farmen erfordern oft besondere Fruchtbarkeiten, Bergwerke entsprechende Rohstoffe. Nach der Errichtung beginnt in den Gebäuden automatisch die Arbeit. Falls spezielle Rohstoffe für die Produktion erforderlich sind, arbeiten die Gebäude nur, solange sie mit diesen Rohstoffen versorgt werden.
Zum Transport von Waren innerhalb einer Siedlung dienen Markthäuser. Diese müssen über eine Straßenverbindung zu den Produktionsbetrieben, die sie versorgen sollen, verfügen. Ähnlich verhält es sich mit Feuerwehrstationen und Arztpraxen. Zur Verteidigung seiner Siedlung kann der Spieler Stadtmauern, Geschütztürme und Festungen errichten.

### Interaktion mit anderen Spielern
In den Regionen, die der Spieler erkundet, trifft dieser auf computergesteuerte Konkurrenten, Einheimische, Händler und Piraten, die ihm freundlich oder feindlich gesinnt sein können.
Konkurrenten versuchen, wie der Spieler eine funktionierende Siedlung aufzubauen. Bis zu drei können an einer Partie teilnehmen. Sie besitzen individuell gestaltete Profile, die ihre wirtschaftlichen, diplomatischen und militärischen Fähigkeiten festlegen. Der Spieler kann mit seinen Konkurrenten handeln, Allianzen schließen oder gegen sie Krieg führen.
Einheimische sind in Form von vier Kulturen, den Irokesen, Chinesen, Indern und Azteken, ansässig. Sie bewohnen kleine Inseln und betreiben jeweils einen Handelsposten. Durch intensiven Handel mit den fremden Völkern gewinnt man Ansehen und kann mit der Zeit die für den Aufstieg der eigenen Bevölkerung zu Aristokraten nötigen Kolonialwaren Elfenbein, Jade, Pelze und Talismane erwerben.
Piraten sind den Spielern zu Beginn feindlich eingestellt und überfallen deren Schiffe. Der Spieler kann mit ihnen Abkommen schließen, wenn er genug Ansehen beim Piratenanführer Ramirez erworben hat. Dazu muss er seine Kampfstärke bei Seegefechten unter Beweis stellen und zahlreiche Schiffe versenken. Alternativ kann er ihren Stützpunkt mit Bodentruppen zerstören.
Der freie Händler besitzt einen Handelsstützpunkt in der Region und bereist die Kontore aller Spieler. In gewissen Abständen schreibt er Aufträge, etwa Bergungsmissionen aus, die mit Geld und Waren honoriert werden. Alle Spieler befinden sich mit dem Händler in permanenten Handelsbeziehungen.
Die Königin unterstützt den Spieler zu Beginn einer Partie mit Darlehen und Truppen. Erreicht der Spieler mit seiner Siedlung die höchste Bevölkerungsstufe, die Aristokraten, so beginnt die Königin, Tribute vom Spieler zu fordern. Kommt der Spieler ihren Forderungen nach, so gewährt sie ihm letztendlich die Unabhängigkeit. Verweigert der Spieler die Tributzahlungen, entsendet die Königin mehrere Flotten gegen den Spieler. Durch mehrere Siege über die königlichen Truppen kann der Spieler ebenfalls die Unabhängigkeit erreichen.

### Kriegsführung
Die Kriegsführung in Anno 1701 unterteilt sich in zwei Bereiche, den Krieg zu See und den Krieg zu Lande. Zu See kämpfen die Spieler mit Kriegsschiffen, die durch Angriffe auf feindliche Handelsschiffe den gegnerischen Wirtschaftskreislauf stören können.
Zu Land kämpfen die Spieler mit einer begrenzten Truppenauswahl, die Artillerie, Infanterie und Kavallerie umfasst. Truppen werden mittels Schiffen zu feindlichen Inseln transportiert und dort abgesetzt. Anschließend können sie durch die Zerstörung gegnerischer Marktgebäude schrittweise die Kontrolle über das Gebiet und die Gebäude des Gegners erlangen.
Sobald ein Spieler die Hauptinsel eines KI-Gegners übernommen hat, gibt dieser automatisch auf und zieht sich von der Inselwelt zurück.

### Logenaktivität
Eine Neuerung von Anno 1701 ist die Logenaktivität, mit der man seine Mitspieler ausspionieren und sabotieren kann. Zur Verfügung stehen beispielsweise Diebe, Saboteure oder Revoluzzer. Der Spieler kann diese Agenten auf feindliche Inseln schicken, um die gegnerische Entwicklung zu stören. Eine gewisse Gefahr besteht, dass der Einsatz scheitert und aufgedeckt wird. Dies schadet den diplomatischen Beziehungen mit dem betroffenen Mitspieler. Für Logenaktivitäten ist ein entsprechendes Logengebäude erforderlich. Die meisten Aktivitäten müssen allerdings zusätzlich vom Spieler erforscht werden.
Eine besondere Rolle im System der Logenaktivitäten nehmen Spezialaktionen und die Fähigkeiten fremder Völker ein. Die eiserne Ration, der Sprengmeister und der Kreuzzug sind nicht gegen einen Kontrahenten gerichtet, sondern geben dem Spieler, der sie anwendet, Boni. Auf die Fähigkeiten eines fremden Volkes kann zugegriffen werden, wenn ein Spieler sich mit diesem verbündet hat.

### Spielmodi
Den zentralen Spielmodus stellt das Endlosspiel dar. In diesem Spielmodus tritt der Spieler gegen bis zu drei Computergegner in einer zufällig generierten Inselumgebung an und versucht, seine Siedlung zu errichten.
Auf diesem Modus basiert auch der Mehrspielerpart, in dem bis zu vier menschliche Spieler gegeneinander antreten. Der grundlegende Spielablauf ist der gleiche wie im Endlosspiel. Ein Unterschied ist, dass die Händleraufträge global ausgeschrieben werden, wodurch ein Wettbewerb zwischen den Spielern entsteht. Weiterhin wurde die Möglichkeit, die Spielzeit zu beschleunigen, aus technischen Gründen entfernt. Hinzugefügt wurde eine Chatfunktion zur Kommunikation zwischen den Spielern.
Auf der Spielwiese geht es ausschließlich um das Bauen. Der Spieler erhält die Kontrolle über große Inseln und kann nach Belieben Gebäude errichten. Der Wirtschaftskreislauf ist hier nicht von Belang, sodass es ausschließlich um das kunstvolle Gestalten einer Stadt geht. Es stehen allerdings nicht alle Gebäude zur Verfügung.
Schließlich bietet Anno 1701 zehn voneinander losgelöste Szenarien. Diese erzählen knappe Hintergrundgeschichten und befassen sich in der Regel mit dem Aufbau einer Siedlung unter besonderen Bedingungen oder dem Leiten militärischer Einsätze. In diesen Szenarien ist die Handlungsfreiheit des Spielers zugunsten eines vorgegebenen Handlungsablaufs oftmals eingeschränkt.

### GUI
Die Benutzeroberfläche von Anno 1701 ist auf das Wesentliche reduziert und möglichst übersichtlich gehalten. Es gibt lediglich zwei permanente Elemente, eine Minikarte, die die erkundeten Teile der Inselwelt abbildet sowie eine Finanzübersicht, die das aktuelle Vermögen des Spielers zeigt. Diese kann bei Bedarf um eine genaue Bilanz erweitert werden.
Weitere Übersichten werden bei Bedarf eingeblendet. Wählt der Spieler ein beliebiges Objekt an, erscheint ein Informationsfenster mit grundlegenden Daten über das gewählte Objekt. Ist die Kamera auf eine Insel gerichtet, werden die Vorräte an Baumaterialien, die Fruchtbarkeiten und die auf der Insel vorhandenen Rohstoffe angezeigt. Wählt der Spieler ein Wohnhaus an, so erscheint ein Überblick über die Bedürfnisse der Einwohner und ein Schieberegler, mit dem das Steuerniveau eingestellt werden kann.
Die Kamera zeigt das Geschehen aus der Vogelperspektive. Sie lässt sich frei drehen und nah an das Geschehen heranführen. Dies bedeutet die Abkehr von der isometrischen Perspektive der früheren Teile.

## Entwicklungsgeschichte

### Entwicklung

Logo von Related Designs

2003 wurde ein Nachfolger zu Anno 1503 angekündigt. Dieser erhielt den Titel Anno War und sollte sich auf Kriegsführung konzentrieren. Anders als die Vorgänger wurde das Spiel bei dem für Strategiespiele bekannten Studio Related Designs in Auftrag gegeben. Das zuständige Entwicklerteam wurde dazu deutlich vergrößert, die Mitarbeiterzahl stieg von zehn auf 25. Dieses Projekt wurde jedoch bereits in der frühen Entwicklung eingestellt. Screenshots oder anderes Demomaterial wurden nicht veröffentlicht.
Stattdessen erhielt Related Designs den Auftrag, ein Spiel zu entwickeln, das auf dem Aufbauspiel-Konzept früherer Anno-Titel basiert. Dieser Titel erhielt zunächst den Codenamen Anno 3. Aufgrund eines Streits zwischen Sunflowers und dem Entwickler der ersten Anno-Spiele, Max Design, besaß Related Designs keine technische Grundlage für das neue Spiel. Daher musste das Studio den neuen Titel von Grund auf neu entwickeln.
Im September 2004 stellte Related Designs einen ersten Prototyp vor. Im Zentrum der Präsentation stand die neue dreidimensionale Grafik, mit der das Spiel sich von seinen Vorgängern abgrenzte. Technisch basierte sie teilweise auf einem früheren Titel des Studios, No Man’s Land, weitgehend war sie aber eine Neuentwicklung. Besondere Merkmale der neuen Engine umfassen Normal Mapping, Bumpmapping, eine feine Partikeldarstellung und eine detaillierte Wasserdarstellung. Auch im Bereich der Licht- und Schattendarstellung setzt das Spiel auf fortgeschrittene Techniken. Zur Verbesserung der Geschwindigkeit wurde in das Spiel eine Unterstützung mehrerer Prozessorkerne implementiert. Darüber hinaus wurden in das Spiel zahlreiche Shader eingebaut, um eine gute Darstellung auf möglichst vielen Hardwarekonfigurationen zu erzielen.
Am 9. Mai 2005 kündigte der Publisher Sunflowers an, dass das Spiel den Namen Anno 1701 tragen werde und voraussichtlich Ende 2006 erscheinen werde. Inhaltliche Details über das Spiel wurden dabei aber kaum enthüllt. Stattdessen nannte der Hersteller das Budget, das mit acht Millionen Euro das bis dato höchste für ein deutsches Videospiel war. Mitte Mai gab der Entwickler bekannt, dass das Spiel auf der Spielemesse E3 ausgestellt werde. Kurz darauf erschien ein erster Trailer.

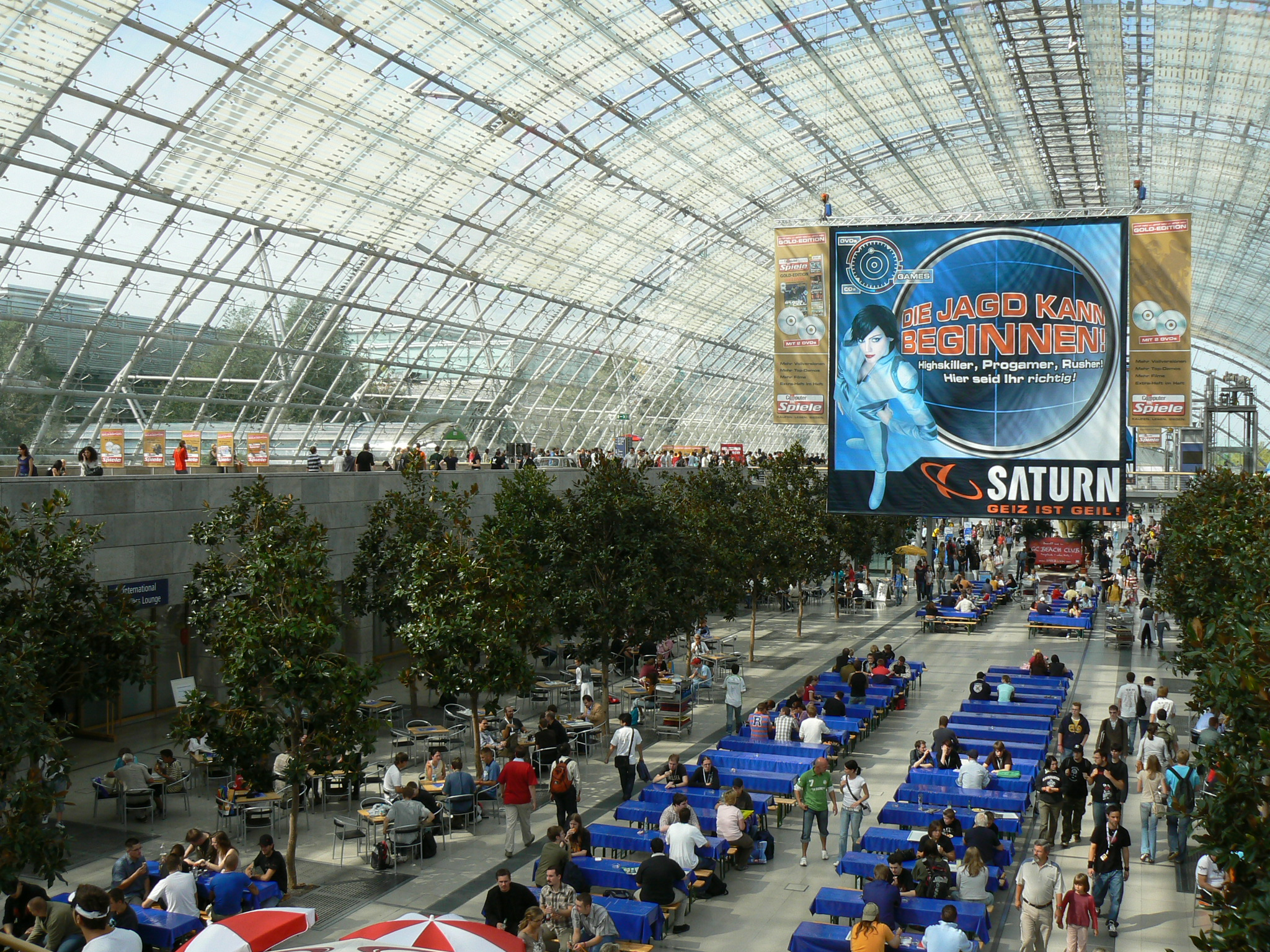
Anno 1701 wurde auf der Games Convention 2006 ausgestellt

Im Verlauf der Entwicklung führte der Publisher Sunflowers mehrere Befragungen unter registrierten Anno-Spielern zu verschiedenen neuen Spielelementen durch. Im Sommer 2006 wurde das Spiel für Beta-Tester geöffnet.
Am 7. August 2006 präzisierte der Publisher das geplante Veröffentlichungsdatum auf den 26. Oktober. Die Angabe zum Budget wurde kurz danach auf zehn Millionen nach oben korrigiert. Eine zweite Messepräsentation fand im gleichen Jahr auf der Games Convention in Leipzig statt. Ein paar Tage später folgte ein offizieller Trailer.
Parallel zu Anno 1701 wurde ein Handyspiel mit dem Namen Anno mobile entwickelt. Related Designs arbeitete dazu mit den Unternehmen Keyfactor, Twistbox Games und Kaasa Solution zusammen. Das Spiel besteht aus Minispielen, die an den Stil von Anno angelehnt sind. In diesem Handyspiel können Spieler Bonus-Taler erwirtschaften, die dem Spieler Vorteile im Hauptspiel bringen.

### Soundtrack
Nachdem in den beiden Vorgängern auf Musiksamples zurückgegriffen wurde, setzte man in Anno 1701 das erste Mal auf eigens komponierte Orchestermusik. Tilman Sillescu von Dynamedion zeigte sich für den Soundtrack des Spiels verantwortlich und produzierte ihn mit dem Brandenburgischen Staatsorchester in Frankfurt (Oder) unter der Leitung von Bernd Ruf im 5.1.-Surround-Verfahren.

### Veröffentlichung
Am 6. Oktober erreichte das Spiel den Goldstatus. Damit war es fertiggestellt und wurde für die Auslieferung vorbereitet. Zwanzig Tage später erschien es am 26. Oktober flächendeckend auf dem deutschen Markt. Bereits ein Tag vorher konnte das Spiel in Saturn-Filialen erworben werden. Das Spiel erschien in einfacher und in limitierter Ausführung. Die limitierte Version umfasst eine edle Verpackung, ein Buch mit Konzeptzeichnungen, Postkarten und weiteres Zusatzmaterial. Am 30. Oktober folgte die Veröffentlichung in Nordamerika und am 3. November im übrigen Europa.
Am 16. Februar 2007 kündigte Sunflowers an, dass eine Erweiterung zu Anno 1701 erscheinen werde. Diese erhielt den Titel Der Fluch des Drachen. Im April 2007 gab der französische Konzern Ubisoft bekannt, Sunflowers zu übernehmen. Damit erwarb der Konzern auch die Rechte an der Anno-Reihe und eine Beteiligung am Studio Related Designs.
Im Dezember 2008 veröffentlichte Ubisoft die Anno-1701-Königsedition. Diese umfasste das Hauptspiel zusammen mit der Erweiterung Der Fluch des Drachen. Im Sommer 2014 erschien eine Sammlung bestehend aus Anno 1701 und den beiden Nachfolgern, Anno 1404 und Anno 2070 im Handel.

## Rezeption

### Rezensionen
Anno 1701 erhielt von der Fachpresse gute Wertungen, die vor allem im deutschsprachigen Raum hoch ausfielen. Metacritic berechnete eine Metawertung von 79 von 100 Punkten für die Windowsversion.
Marcel Kleffmann von 4Players bezeichnete Anno 1701 als das beste Aufbauspiel seit langem. Die Struktur des Endlos-Modus sei durch einen fordernden Siedlungsaufbau, Händleraufträge und gut gestaltete Computerspieler überzeugend. Lediglich den Anfangsphasen mangele es an Abwechslung. Mit größeren Mängeln sei der Mehrspieler-Modus belastet, dem es an einer Zeitbeschleunigungsfunktion und einem ausgewogenen Balancing fehle.
Dan Adams vom Onlinemagazin IGN beschrieb das Spiel ebenfalls als gelungen. Die Wirtschaftssimulation sei anspruchsvoll und komplex. Es fehle allerdings an guten Übersichten, die dem Spieler detaillierte Informationen über die laufenden Kosten einzelner Gebäude und Einheiten geben. In Kombination mit dem Wachstum der Siedlungen mache es dies schwer, eine positive Bilanz über einen längeren Zeitraum zu halten. Der militärische Part sei dagegen enttäuschend, da er sich zu einfach und oberflächlich gestalte. Die Grafik und den Ton des Spiels bewertet der Autor dagegen als durchgängig von hoher Qualität.
Markus Schwerdtel testete das Spiel für die Zeitschrift GameStar und vergab eine der höchsten Wertungen. Er lobte die technischen Fortschritte, die die Serie gemacht habe. Gelungen seien auch die Darstellung relevanter Informationen durch detaillierte grafische Effekte, die etwa die Zufriedenheit der Einwohner und die Produktivität der Arbeiter zeigen. Auch in den anderen Bereichen sei Anno 1701 überzeugend. Kritik übt der Autor lediglich an der beschränkten Auswahl an Truppen und an leichten Wegfindungsproblemen bei Schiffen. Außerdem sei der Schwierigkeitsgrad für erfahrene Spieler stellenweise zu gering.
Stefan Weiss vom Magazin PC Games bezeichnete die Spielwelt als detailliert und einladend gestaltet. Auch spielerisch sei das Spiel mit seiner Aufgabenfülle überzeugend. Allerdings sei es besonders im späteren Spielverlauf schwer, die Übersicht über die eigene Wirtschaft zu behalten. Weiterhin fehle dem Spiel eine abwechslungsreiche Kampagne. Dennoch sei Anno 1701 eines der besten Aufbauspiele auf dem Markt. In einem separaten Test wurde der Mehrspieler-Modus getestet. Dieser leide darunter, dass die Möglichkeit zur Beschleunigung des Spiels fehlt. Dadurch gebe es zu häufig lange Phasen des Wartens, bis Warenengpässe überwunden sind. Gerade die Aufbauphase sei dadurch ermüdend. Auch sei die Chancengleichheit nicht immer gegeben. Positiv stechen allerdings die Händleraufträge heraus, die für einen abwechslungsreichen Wettkampf zwischen den Spielern sorgen würden.
Brett Todd von GameSpot verlieh dem Spiel eine niedrigere Wertung als andere Magazine. Er beschrieb die Wirtschaftssimulation als äußerst gelungen. Sie überzeuge durch ihren einfach strukturierten und übersichtlichen Aufbau, der durch knappe Menüs unterstützt werde. Eine Schwäche des Spiels sei die starke Einbeziehung des militärischen Aspekts, der in der Spätphase von Partien fast unausweichlich sei. Denn die Kriegsführung zähle zu den schwächsten Punkten des Spiels.

### Auszeichnungen und Nominierungen
Anno 1701 erhielt mehrere Nominierungen und Auszeichnungen. Beim Deutschen Entwicklerpreis 2006 gewann das Spiel in sechs Kategorien, darunter bestes deutsches Spiel, beste Grafik und bestes Leveldesign. Nominiert war es für drei weitere, beispielsweise beste Cutscenes.

### Verkaufszahlen
Bei Verkaufsstart wurden 450.000 Exemplare von Anno 1701 an den Handel ausgeliefert. Innerhalb von zwei Wochen nach der Veröffentlichung konnten rund 200.000 Einheiten abgesetzt werden. Anfang 2007 meldete Ubisoft, dass mehr als 400.000 Kopien des Spiels abgesetzt wurden.
Im Vergleich zu anderen Spielen war Anno 1701 damit eines der erfolgreichsten Spiele auf dem deutschen Markt. In den deutschen Verkaufscharts belegte es in der ersten Woche den vierten Platz. In den Jahrescharts der Gesellschaft für Konsumforschung für das Jahr 2006 belegte Anno 1701 den ersten Platz als meistverkauftes Spiel in Deutschland.

## Der Fluch des Drachen
Am 25. Oktober 2007 erschien das Add-on Der Fluch des Drachen. Es erweitert das Hauptspiel um eine neue Kampagne. In elf Missionen sichert der Spieler ein asiatisches Artefakt vor dem Kriegsherren Diego Del Torro. Weiterhin wurden neue Schmuckgebäude und vier neue Computergegner hinzugefügt. Außerdem liefert Der Fluch des Drachen einen Karteneditor mit, mit dem Spieler eigene Inselwelten entwickeln können.
Kritiker lobten, dass die Erweiterung eine umfangreiche und gut ausgestaltete Kampagne biete. Allerdings kritisierten sie, dass die Kernkomponente des Hauptspiels, der Endlosmodus, kaum ergänzt werde.

## Auf dem Spiel aufbauende Medien

### Konsolenableger
Im Juni 2007 veröffentlichte Disney Interactive einen Ableger der Anno-Reihe für die mobile Konsole Nintendo DS. Dieser wurde vom deutschen Studio Keen Games entwickelt. Das Spiel greift auf zahlreiche Elemente von Anno 1701 zurück, überwiegend in vereinfachter Form. Im Gegenzug bietet das Spiel eine eigenständige Kampagne.
Die Computerspielpresse bewertete das Spiel als überzeugend. Lob erhielten die Entwickler besonders dafür, dass das Spiel nicht wie eine einfache Portierung von Anno 1701 wirke, sondern als sorgsam auf die Nintendo-Konsole zugeschnittener Titel.

### Nachfolger
Bereits wenige Tage nach der Veröffentlichung von Anno 1701 kündigte Related Designs an, dass es einen Nachfolger geben werde. 2009 erschien dieser schließlich unter dem Titel Anno 1404. Spielerisch basiert es im Wesentlichen auf dem Vorgänger. Einige bekannte Elemente erfuhren allerdings größere Überarbeitungen, etwa die Szenerie, die Grafik, das Militärsystem und das Auftragswesen. Neu eingeführt wurden der Bau von Monumenten und der Aufbau von orientalischen Siedlungen.
Auch Anno 1404 erhielt gute Kritiken von Fachmagazinen. Metacritic berechnete eine Gesamtwertung in Höhe von 82 Punkten. Tester lobten, dass das Spiel an die Stärken von Anno 1701 anknüpfe und mit zahlreichen neuen Funktionen aufwarte, die jegliche Monotonie auch im späteren Spielverlauf vermeiden.

### Gesellschaftsspiele
Im Frühjahr 2007 erschien Anno 1701 – Das Kartenspiel. Im Herbst des gleichen Jahres folgte Anno 1701 – Das Brettspiel. Beide Spiele wurden von Klaus Teuber konzipiert und ähneln den Spielen der Siedler-von-Catan-Reihe. Die Spieler versuchen wie in der Vorlage Anno 1701, eine Siedlung aufzubauen. In beiden Umsetzungen ist es das Spielziel, möglichst viele Gunstpunkte zu sammeln, die es für die Entwicklung der eigenen Stadt gibt.

### Roman zum Spiel
Im August 2007 wurde auf der Games Convention in Leipzig der Roman Anno 1701 – Kampf um Roderrenge vorgestellt. Er wurde von Claudia Kern verfasst und erzählt die Geschichte des jungen Mannes Jon. Jon ist ein Pirat, der auf einem Handelsschiff anheuert, um eine Schatztruhe zu stehlen. Als das Schiff in einen Sturm gerät und der Kapitän Marten von Rallingen tödlich verwundet wird, übernimmt er dessen Rolle. Kurz darauf sinkt das Schiff. Jon wird gerettet und zu Rallingens Insel Roderrenge gebracht. Dort entschließt er sich, die Siedlung, die unter der Herrschaft des echten von Rallingen verarmt ist, auszubauen und voranzubringen. Der Roman erschien am 13. September 2007 beim italienischen Verleger Panini.

### Konzert

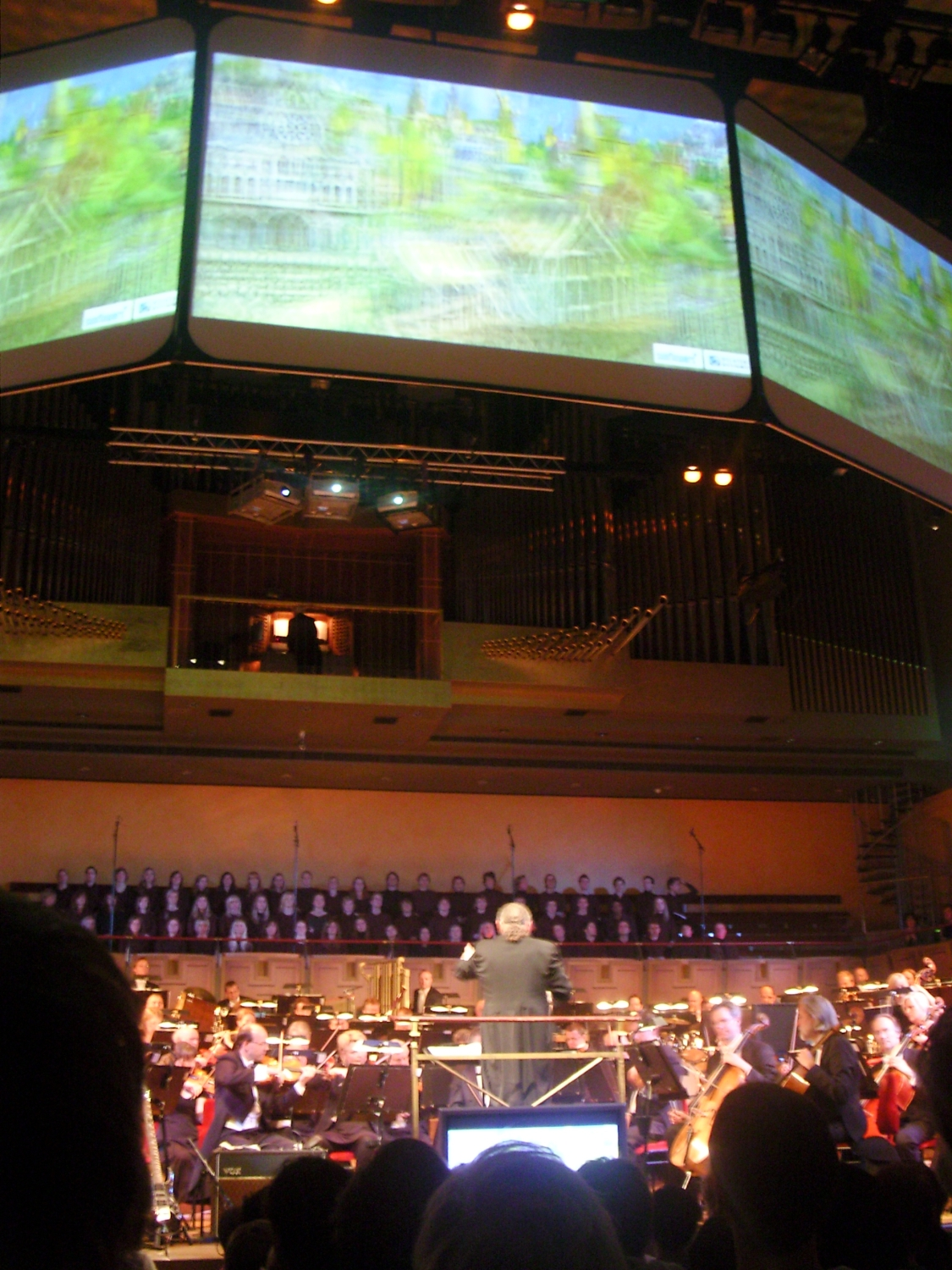
Play! A video game symphony, 2007

Im Rahmen der PLAY!-A-Video-Game-Symphony-Konzertreihe wurde auch der Anno-1701-Soundtrack von einem klassischen Orchester live aufgeführt. Das Konzert fand am 2. Juni 2007 statt und wurde von Arnie Roth geleitet.